# أودي مورفي

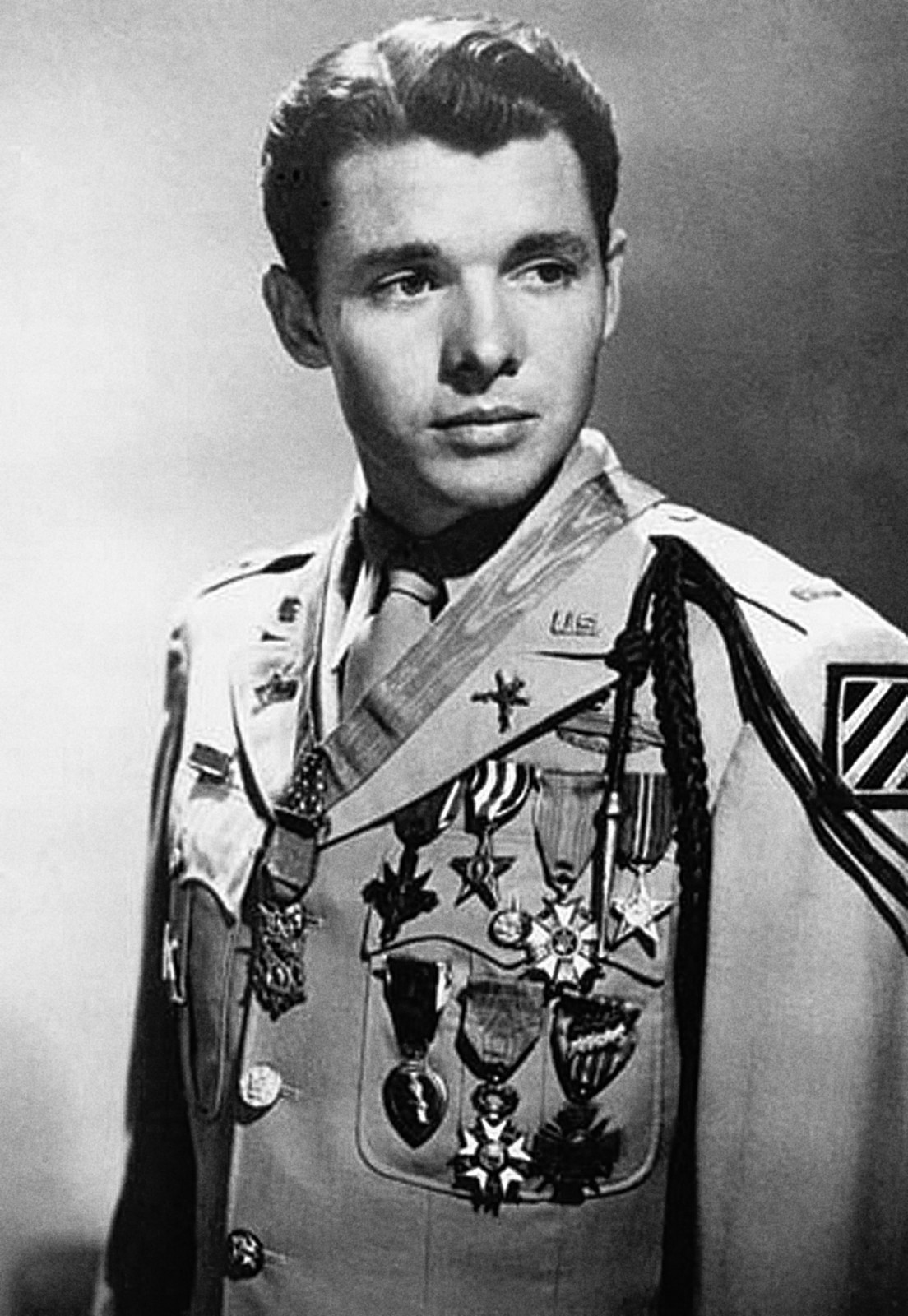
أودي مورفي سنة 1948

أودي مورفي (بالإنجليزية: Audie Leon Murphy)‏ من مواليد 20 يونيو سنة 1925 ، وتوفي بتاريخ 28 مايو 1971م ، وهو عسكري أمريكي سابق في الحرب العالمية الثانية وممثل سينمائي ، ويعتبر أحد أبطال القوات الأمريكية الذين شاركوا في المعارك الأوروبية.

## روابط خارجية
- أودي مورفي على موقع IMDb (الإنجليزية)
- أودي مورفي على موقع الموسوعة البريطانية (الإنجليزية)
- أودي مورفي على موقع ألو سيني (الفرنسية)
- أودي مورفي على موقع ميوزك برينز (الإنجليزية)
- أودي مورفي على موقع أول موفي (الإنجليزية)
- أودي مورفي على موقع قاعدة بيانات الأفلام السويدية (السويدية)
- أودي مورفي على موقع إن إن دي بي (الإنجليزية)
- أودي مورفي على موقع ديسكوغز (الإنجليزية)
- أودي مورفي على موقع قاعدة بيانات الفيلم (الإنجليزية)
- أودي مورفي على موقع كينوبويسك (الروسية)